# Louis Roumieux
Louis Roumieux (Nimes, 1829-Marsella, 1894) fue un escritor francés, que escribió en occitano.

## Biografía
Nació en 1829 en Nimes. Autor de títulos como Rampelado, Couquiho d'un Romieu, Quau vòu prene dos lebre a la fes n'en pren gès y La jarjaiado, falleció en 1894, el día 13 de junio, en Marsella. Paul Chassary escribió una biografía sobre Roumieux.